# نقاب (فاروج)
نقاب (بالفارسية: نقاب) هي مستوطنة تقع في قسم تيتكانلو الريفي في إيران. يقدر عدد سكانها بـ 441 نسمة بحسب إحصاء 2016.